# Elymus burchan-buddae
Elymus burchan-buddae là một loài thực vật có hoa trong họ Hòa thảo. Loài này được (Nevski) Tzvelev mô tả khoa học đầu tiên năm 1968.